# Compressió del pols

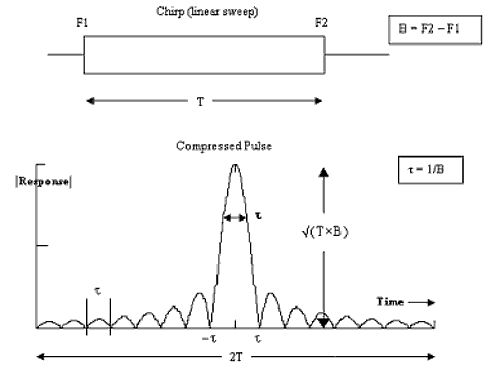
La imatge mostra la forma d'ona de sortida d'un sistema de compressió de polsos genèric, té una característica w:sinc

La compressió del pols és una tècnica de processament de senyal que utilitzen habitualment el radar, el sonar i l'ecografia per augmentar la resolució d'abast quan la longitud del pols està limitada o augmentar la relació senyal-soroll quan la potència màxima i l'amplada de banda (o equivalentment la resolució d'interval) del senyal transmès estan restringits. Això s'aconsegueix modulant el pols transmès i després correlacionant el senyal rebut amb el pols transmès.

Equivalència entre un pols xirp i un pols CW més curt després de la compressió del pols. L'energia és l'àrea sota les corbes blaves (en el domini del temps); la potència és l'àrea sota les corbes vermelles (en el domini espectral).

## Pols simple

### Descripció del senyal
El model ideal per als senyals més simples i històricament primers que pot transmetre un radar de pols o un sonar és un pols sinusoïdal truncat (també anomenat pols CW --ona portadora-- pols), d'amplitud {\displaystyle A} i freqüència portadora, {\displaystyle f_{0}}, truncat per una funció rectangular d'amplada, {\displaystyle T}. El pols es transmet periòdicament, però aquest no és el tema principal d'aquest article; Considerarem només un sol pols, {\displaystyle s}. Si suposem que el pols comença a l'hora {\displaystyle t=0}, el senyal es pot escriure de la manera següent, utilitzant la notació complexa:
{\displaystyle s(t)={\begin{cases}e^{2i\pi f_{0}t}&{\text{if}}\;0\leq t<T\\0&{\text{altrament}}\end{cases}}}